# 薜荔
薜荔是桑科榕屬的植物。種子浸出的黏液可製造涼粉及清涼飲料。可入藥。也稱為木蓮。

## 形态
常綠蔓莖灌木，枝叶折断后有白色乳汁。幼枝细，以气根匍匐于树干、石面或墙壁；老枝直立坚硬，无气根，节明显，有点状皮孔。长椭圆形或倒卵形叶片互生；初夏开花，花多而小，单性，隱於花托中，梨形花托单生于老枝的叶腋；隐花果。

## 分布
多攀附於樹木或岩石上。性喜溫暖潮濕的氣候，廣泛分佈於亞洲地區，如中國江西南部、臺灣、日本、印度等地。

## 别名
薜荔的别名：木蓮(植物名實圖考，1670年)、石壁蓮——因薜荔的果實像蓮藕，且攀附在樹木及岩石上，因而得名。風不動——當風吹過薜荔時，它的葉子好像不會隨風飄動。木瓜藤。木饅頭。壁石虎。鬼饅頭。文頭郎。
薜荔種子的别名：文頭米，廣東王不留行殼。

## 变种
薜荔的變種有：
- 本種——隱花果卵形，末端鈍尖或平。
- 愛玉子——隱花果長卵形，末端尖。原產地為台灣。

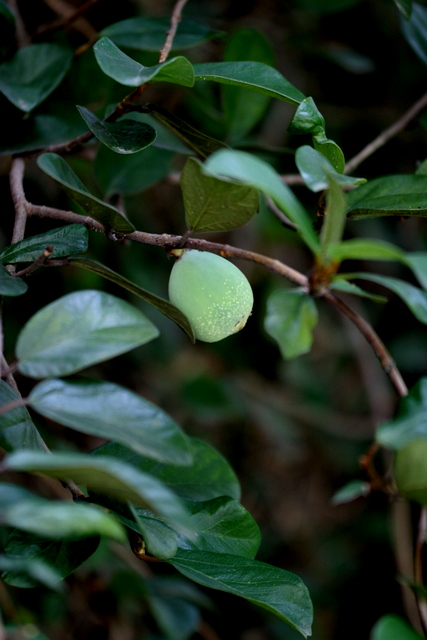
薜荔的隱花果

由於愛玉與薜荔在台灣原生分布區域重疊，且兩者在分類學上本為同種，因此雜交具可育性，因此在野外可見葉果等特徵性狀介於愛玉與薜荔兩者之間的個體植株。

### 栽培種
- Ficus pumila 'Quercifolia'
- Ficus pumila 'Curly'
- Ficus pumila 'Variegata'
- Ficus pumila 'Snowflake'

## 用途

### 食用
乳汁含橡胶成分。薜荔可食用的部分為其果實(隱花果)，薜荔果含有蛋白质、碳水化合物、多种维生素、矿物质。其中成熟種子(瘦果外覆之膠狀物)含溶於水的果膠，易形成半透明狀，或淺黃色的凝膠，但其果膠酯酶之活性及含量植株個體差異極大，常見有種子洗出液因果膠酯酶活性或含量低而有不凝結之狀況(愛玉也有個體會有這種情況但相對較少見，常見於野生植株)，但也有個體的果膠酯酶之活性及含量高於一般之愛玉子（Ficus pumila var. awkeotsang）者，因此也能製成如愛玉凍般之凝結凍狀食品。實際上在臺灣市售愛玉子原料成品中也有混有甚至全為薜荔子的狀況。一般而言，薜荔所結之隱花果體型小於愛玉之隱花果，單一隱花果種子總數亦相對較低，單一隱花果能取得之果膠總量也因此相對較低。由於薜荔子或愛玉子果膠中所含的凝結酵素(果膠酯酶)穩定性高，耐儲藏，即使經過多年常溫存放亦不會滅失減損其凝結為成凍之能力，實際驗證有存放超過十年以上仍能正常凝膠的案例。由於愛玉子為台灣特有變種僅產於臺灣，因此除臺灣外，其他各地此類凍狀物食品(如赤花籽、木蓮豆腐、薜荔凍、文頭雪等)皆由薜荔子所製成。以中國的文獻紀載(植物名實圖考，西元1670年)，在中國食用薜荔子製成之凝結凍狀食品已超過300年。
根據分析，薜荔的食用價值如下：
- 果膠——32.70%
- 碳水化合物——20.33%
- 膳食纖維——5.05%
- 蛋白質——3.80%
- 脂肪——2.67%

民间食疗方
- 薜荔果炖猪蹄

一、原料：
1.主料：薜荔果4 枚，猪前蹄1 只。
2.调料：料酒、精盐、味精、葱段、姜片。
二、制法：
1.将猪蹄去杂洗净，入沸水锅焯段时间，捞出洗净。薜荔果洗净。
2.锅内加适量水，放猪蹄煮沸，改为文火炖烧至熟，加入料酒、精盐、葱、姜烧至入味，放入薜荔果烧至猪蹄熟烂，点入味精，出锅即成。
按：此菜是薜荔果配以补血、通乳、托疮的猪蹄烹制而成。民间用以治疗乳汁不下。还可用于贫血、痈疽、疮毒等病症。
- 薜荔果糖饮

一、原料：
1.主料：薜荔果5 枚。
2.调料：白糖。
二、制法：
将薜荔果洗净切片，放入铝锅加适量水煮沸，加入白糖煮段时间即成。
按：薜荔果具有壮阳道的功效，民间用以治疗乳糜尿，并对乳汁不下、遗精、久痢、淋浊等病症有一定疗效。

### 药用
根、茎、叶、果药用，有祛风除湿、活血通络、消肿解毒、补肾、通乳的功效。性味酸平，具有壮阳固精、止血、下乳的功效。治遗精、阳痿、久痢脱肛、乳汁不通等病症。《本草纲目》载“壮阳道尤胜。固精消肿，散毒止血，下乳。治久痢肠痔”。
薜荔在中國古代的醫學文獻上（《中草求源》、《醫貫》、《景岳全書》等）已有記載，能有利尿、清热降火、解毒、去暑、去风湿痛、治淋病、补肾固精、活血通络、除疝气、通络下乳、固涩止泻等療效。

### 園藝
其攀爬的特性適合在園藝造景中用來覆蓋地面、牆壁或樹幹。此植物生長快速、照顧簡單。

## 延伸阅读
[在维基数据编辑]
 《欽定古今圖書集成·博物彙編·草木典·薜荔部》，出自陈梦雷《古今圖書集成》